# بودوژلیا
بودوژلیا (به صربی: Budoželja) یک روستا در صربستان است که در ایوانئیتسا واقع شده‌است.
 بودوژلیا ۱۹٫۰۸ کیلومتر مربع مساحت و ۲۱۴ نفر جمعیت دارد.